# Craig McCracken
Craig McCracken (* 31. března 1971 Charleroi, Pensylvánie) je americký animátor, režisér, spisovatel a tvůrce animovaných seriálů. Mezi jeho nejznámější díla patří seriál Domov pro smyšlené kamarády (Foster's Home for Imaginary Friends), Raketové holky (The Powerpuff Girls), Wander na cestách (Wander Over Yonder), 2 Stupid Dogs nebo Kosmokid (Kid Cosmic).

## Životopis
Narodil se v Pensylvánii. V 7 letech mu zemřel otec, po jeho smrti se s rodinou přestěhoval do Whittieru v Kalifornii.
O kreslení se zajímal již od útlého mládí. Po dokončení střední školy nastoupil na uměleckou školu California Institute of the Arts. Na této škole se seznámil s animátorem a režisérem Genndym Tartakovskym, se kterým občas vedl spolupráce.
V roce 1993 dostal místo v Hanna-Barbera Cartoons, kde byl uměleckým ředitelem seriálu 2 Stupid Dogs.
V Cartoon Network působil až do roku 2008, kdy televizi po 15 letech opustil.